# Gold-Pippau
Der Gold-Pippau (Crepis aurea) ist eine  Pflanzenart aus der Gattung Pippau (Crepis) in der Familie der Korbblütler (Asteraceae). Er wird auch als Orange-Pippau bezeichnet.

## Beschreibung

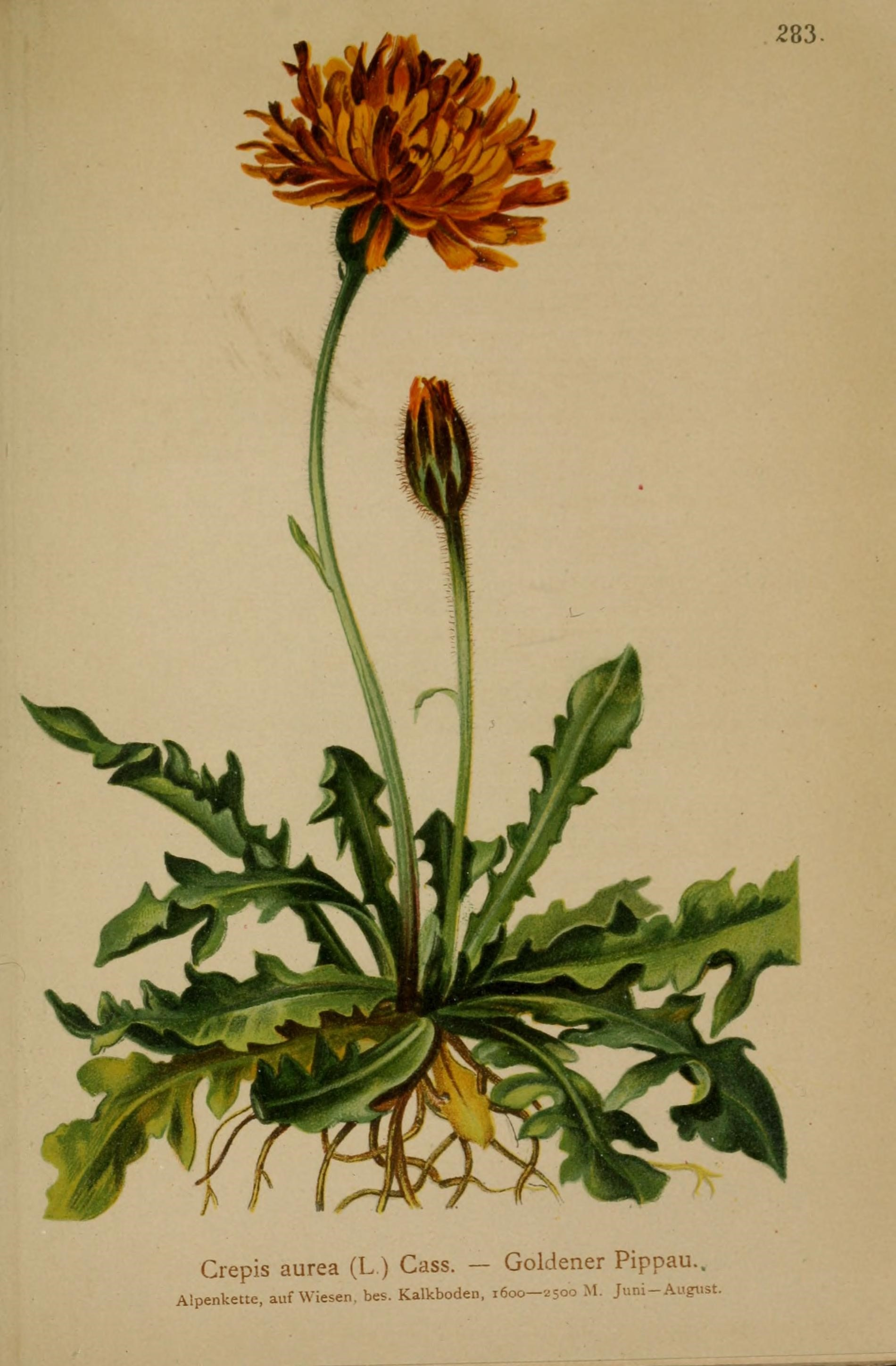
Illustration aus Atlas der Alpenflora, 1882

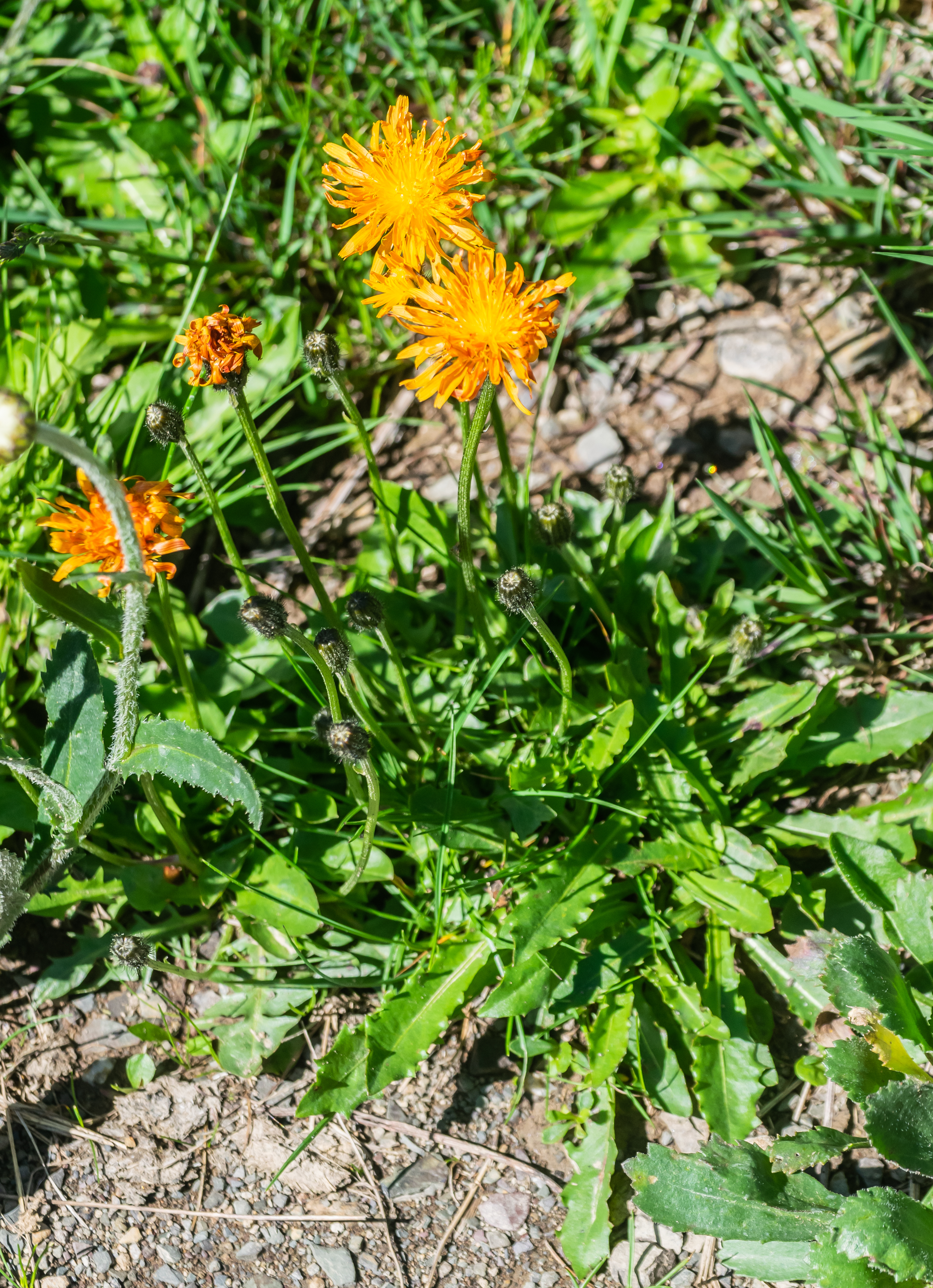
Habitus, Laubblätter und Blütenstände im Habitat

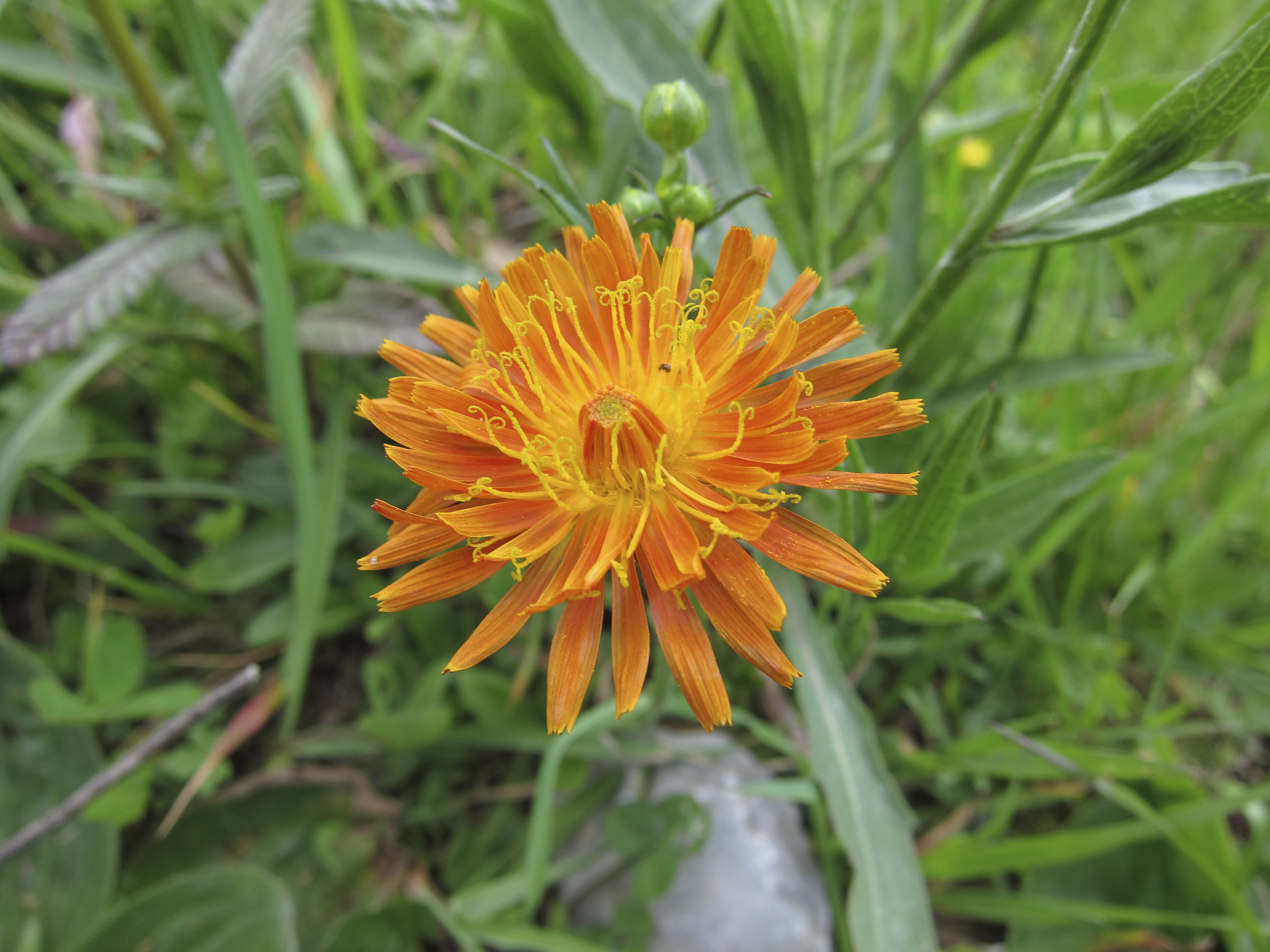
Blütenkorb im Detail

### Vegetative Merkmale
Der Gold-Pippau ist eine ausdauernde krautige Pflanze und erreicht Wuchshöhen von 5 und 30 Zentimetern. Es wird ein abgebissenen, zylindrischen, schwärzlichen Rhizom gebildet. Die aufrechten, einfachen oder wenig verzweigten Stängel sind im oberen Teil dicht, schwarz, zottig behaart.
Die verkehrt-lanzettlich-spatelförmigen, grob gezähnten bis schrotsägeförmig-fiederlappigen und kahlen Grundblätter sind in einer grundständigen Rosette angeordnet. Am Stängel sind meist keine oder höchstens zwei, schuppenförmige, linealische bis pfriemliche Hochblätter vorhanden.

### Generative Merkmale
Die Blütezeit reicht von Juni bis September. Die körbchenförmigen Blütenstände befinden sich einzeln, endständig am Stängel und seinen Verzweigungen und haben einen Durchmesser von etwa 2 bis 3,5 Zentimetern. Die dicht, schwarz, zottig behaarten Hüllblätter sind lanzettlich und zugespitzt, die äußeren sind halb so lang wie die inneren. Der Korbboden ist kurz behaart. Der Blütenkorb enthält nur Zungenblüten. Die Zungenblüten sind orangefarben bis bräunlich-feuerrot, auf der Unterseite meist purpurfarben.
Die Achänen sind 5 bis 6 Millimeter lang und besitzen 20 an der Spitze etwas raue Rippen und einen nur undeutlichen Schnabel. Der rein weiße, weiche Pappus ist etwas kürzer als die Frucht.

## Ökologie
Blütenbesucher sind Schmetterlinge, Käfer, Fliegen und Hymenopteren. Unter den Schmetterlingen sind es besonders der Kleine Fuchs (Vanessa urticae), der Dukatenfalter (Polyommatus virgaureae) und Perlmuttfalter.

## Vorkommen
Der Gold-Pippau ist nahezu auf Europa beschränkt, kommt aber auch in Kleinasien vor. Er ist in Europa in den Gebirgen vom Jura über die Alpen bis zu den Gebirgen Italiens und der Balkanhalbinsel beheimatet. In Österreich ist er häufig, fehlt aber in Wien und im Burgenland.
Der Gold-Pippau gedeiht auf frischen, nährstoffreichen, meist kalkarmen Wiesen und Weiderasen, Lägerfluren, Schneeböden (Schneetälchen) in Höhenlagen zwischen 1000 und 2900 Metern. Er ist eine Charakterart des Verbands der alpinen Milchkraut-Weiden (Poion alpinae). In den Allgäuer Alpen steigt er bis über 2000 Meter auf. In Tirol steigt er bis in eine Höhenlage von 2800 Meter, in Graubünden am Piz Platta bis 2780 Meter und in der Mont-Blanc-Gruppe bis 2900 Meter auf.
Die ökologischen Zeigerwerte nach Landolt et al. 2010 sind in der Schweiz: Feuchtezahl F = 3 (mäßig feucht), Lichtzahl L = 4 (hell), Reaktionszahl R = 3 (schwach sauer bis neutral), Temperaturzahl T = 2 (subalpin), Nährstoffzahl N = 4 (nährstoffreich), Kontinentalitätszahl K = 3 (subozeanisch bis subkontinental).

## Systematik

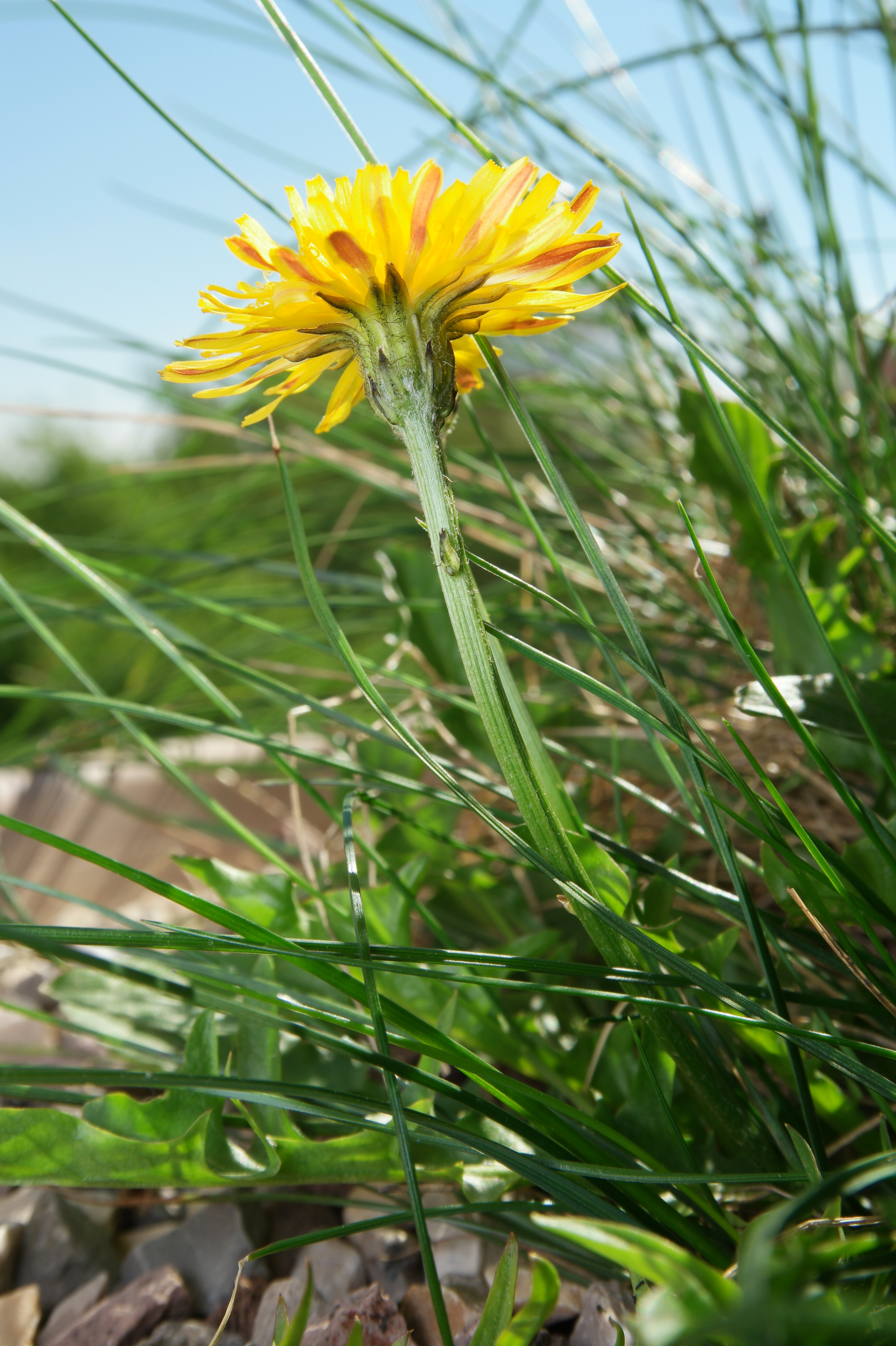
Die Unterart Crepis aurea subsp. glabrescens ist amphiadriatisch in den höchsten Gipfeln der Apennin-Abruzzen sowie den Südostdinariden verbreitet. Sie wird in basenarmen Schneetälchen gefunden, jedoch steht sie in den Dinariden auch auf kalkreicher Unterlage, solange der Unterboden keinen Einfluss auf die Bodenreaktion hat.

Die Erstveröffentlichung erfolgte 1759 unter dem Namen (Basionym) Leontodon aureus durch Carl von Linné in Systema naturae per regna tria naturae: secundum classes, ordines, genera, species, cum characteribus, differentiis, synonymis, locis. 10. Auflage, S. 1193. Die Neukombination zu Crepis aurea (L.) Cass. wurde 1822 durch Alexandre Henri Gabriel de Cassini in Lactucées. in G.-F. Cuvier (Hrsg.): Dictionnaire des Sciences naturelles dans lequel on traite méthodiquement des differentes Étres de la Nature. 2. Auflage, Band 25, 1822, S. 88 veröffentlicht.
Je nach Autor gibt es von Crepis aurea mehrere Subtaxa. Beispielsweise etwa drei Unterarten:
- Crepis aurea (L.) Cass. subsp. aurea. Die Korbhülle ist 10 bis 13 mm lang; die Blüten sind 16 bis 18 mm lang und besitzen 2 bis 3 mm breite Zungen.[2] Die nominotypische Unterart kommt in den Alpen und in den Gebirgen des ehemaligen Jugoslawiens südwärts bis Albanien vor. Die Chromosomenzahl beträgt 2n = 10.
- Crepis aurea subsp. glabrescens (Caruel) Arcang. (Syn. Crepis columnae (Ten.) Froelich; Crepis aurea subsp. lucida (Ten.) Babc.). Sie unterscheidet sich von der subsp. aurea durch die Hülle, die nur 7 bis 9 mm lang ist, außerdem durch die Blüten, die nur etwa 11 mm lang sind und etwas schmälere, 1,75 mm breite Zungen besitzen.[2] Diese Unterart kommt in Italien im Apennin vor und reicht dort südwärts bis Kalabrien.[2] Sie kommt in Kroatien, Serbien, Bosnien-Herzegowina, Montenegro und Albanien neben subsp. aurea vor, reicht im Süden aber bis Nordmazedonien und zum griechischen Peloponnes. In Griechenland treten zahlreiche Übergänge zu den beiden anderen Unterarten auf, die eine systematische Einordnung erschweren.[11] Die Chromosomenzahl beträgt 2n = 10. Diese Unterart ist Bestandteil der Schneetälchen-Vegetation und wird aus dem italienischen Majella-Massiv aus der Schneeboden-Gesellschaft Taraxaco apennini – Trifolietum thalii,[12] sowie in den Dinariden im Durmitor, Čvrsnica und Prenj aus Krautweiden-Schneetälchen mit Salix herbacea beschrieben.[13]
- Crepis aurea subsp. olympica (K.Koch) Lamond (Syn.: Crepis olympica K.Koch): Die Behaarung des oberen Stängels und der Hülle besteht nicht aus schwärzlichen, sondern aus gelblichen Drüsenhaaren. Korbhülle und Blüten sind ähnlich groß wie bei subsp. glabrescens, die Laubblätter meist etwas weniger tief eingeschnitten. Diese Unterart kommt nur auf dem Uludağ (früher auch Bithynischer Olymp genannt) im Nordwesten Kleinasiens in einer Höhenlage von 2000 Metern vor.[14]

Es wurde auch eine Varietät beschrieben:
- Crepis aurea var. bosniaca K.Malý: Sie besitzt meist verzweigte Blütenstände und goldgelbe, auf der Unterseite purpurfarben gestreiften Zungenblüten.[15] Sie wurde in Bosnien gefunden und ist eine tetraploide Varietät mit der Chromosomenzahl 2n = 20.[11]

## Nutzung
In den Schweizer Alpen wurden die Blüten gelegentlich zum Färben von Käse oder für Brusttees verwendet.

## Trivialnamen
Für den Gold-Pippau bestehen bzw. bestanden auch die weiteren deutschsprachigen Trivialnamen Große Gemswurz (Zillertal) und Rohmblümle (Appenzell).